# Głodowa
Głodowa (niem. Goldbeck) – wieś w północnej Polsce, położona w województwie zachodniopomorskim, w powiecie koszalińskim, w gminie Bobolice.
Średniowieczna wieś kościelna, o której pierwsze wzmianki pisane pochodzą z 1492 r. Po sekularyzacji dóbr kościelnych powstał folwark, a następnie majątek ziemski, który od XVI do XVII w. należał do rodu von Zavten, a w XVIII w do rodziny von Wenden. W 1884 r. właścicielem rycerskiego majątku był Clarsen. Wówczas wybudowano dwór i większość obiektów gospodarczych oraz założono park.
W latach 1954–1957 wieś należała i była siedzibą władz gromady Głodowo, po jej zniesieniu w gromadzie Bobolice.

## Zabytki
- kościół fil. pw. MB Częstochowskiej, XVII, 1870, nr rej.: A-1931 z 31.12.1998, kamienny, o skromnych neoromańskich cechach, w wyposażeniu barokowa chrzcielnica[4].
- park pałacowy, z pierwszej poł. XIX, nr rej.: 1032 z 13.06.1978, pozostałość po pałacu.

inne
- na terenie wsi znajdują się również dwa poniemieckie cmentarze.